# 索巴特河
索巴特河（Sobat River）是非洲南蘇丹的河流，是尼羅河東部的主要支流的最南部。索巴特河由巴羅河（Baro River）和皮博爾河（Pibor River）在與埃塞俄比亞的邊境匯流而成，流入白尼羅河。
索巴特河和其支流的流域面積225,000平方公里（87,000平方英哩）。氾濫時排出大量白色沉積物，白尼羅河因而得名。